# Campeonato Brasileiro Série B 2001
Die Campeonato Brasileiro Série B 2001 war die 20. Spielzeit der zweiten Fußballliga Brasiliens.

## Saisonverlauf
Der Wettbewerb startete am 11. August 2001 in seine Saison und endete am 22. Dezember 2001. Die Meisterschaft wurde vom nationalen Verband CBF ausgerichtet. Am Ende der Saison konnte der Paysandu SC die Meisterschaft zum zweiten Mal feiern.
Der Wettbewerb wurde in drei Phasen ausgetragen. In der ersten Runde wurden die 28 Klubs in zwei Gruppen nach ihrer regionalen Herkunft eingeteilt. In den Gruppen traten die 14 Teilnehmer in Hin- und Rückspiel gegeneinander an. Die ersten vier Klubs jeder Gruppe zogen in die nächste Runde ein. Die letzten beiden Tabellenplätze bedeuteten den direkten Abstieg in die Série C. Die Plätze 12 und 13 traten in Relegationsspielen um den Abstieg an.
In der zweiten Runde trafen die acht Klubs in einer K.-o.-Runde aufeinander. In dieser spielten die Klubs in Hin- und Rückspiel gegeneinander. Die Sieger zogen in die Finalrunde ein, in welcher wieder im Gruppenmodus gespielt wurde.
Der Gruppensieger der Finalrunde wurde Meister. Dieser und der Gruppenzweite stiegen in die erste Liga 2002 auf.

## Teilnehmer
Die Teilnehmer waren eine Auswahl aus denen der Série B und C 1999 und der Copa João Havelange im Vorjahr. Die Entscheidung über die Teilnahme war keine rein sportliche. Diese wurde vom CBF unter Einfluss von Politikern vorgenommen.
Die Teilnehmer waren:
| Bundesstaat         | Klub                           | Ergebnis 1999   | Ergebnis 2000 | Ergebnis 2001 |
| ------------------- | ------------------------------ | --------------- | ------------- | ------------- |
| Alagoas             | Clube de Regatas Brasil        | 11.             | 41.           | 2. Runde      |
| Amazonas            | Nacional FC (AM)               | keine Teilnahme | 53.           | 1. Runde      |
| Amazonas            | São Raimundo EC (AM)           | keine Teilnahme | 38.           | 1. Runde      |
| Ceará               | Ceará SC                       | 6.              | 48.           | 2. Runde      |
| Ceará               | Fortaleza EC                   | keine Teilnahme | 33.           | 1. Runde      |
| Espírito Santo      | Desportiva Ferroviária         | 22.             | 57.           | 1. Runde      |
| Espírito Santo      | SD Serra FC                    | keine Teilnahme | 43.           | 1. Runde      |
| Goiás               | AA Anapolina                   | keine Teilnahme | 42.           | 1. Runde      |
| Goiás               | Vila Nova FC                   | 4.              | 60.           | 1. Runde      |
| Maranhão            | Sampaio Corrêa FC              | 16.             | 40.           | 1. Runde      |
| Pará                | Clube do Remo                  | 13.             | 16.           | 1. Runde      |
| Pará                | Paysandu SC                    | 19.             | 30.           | Meister       |
| Pará                | Tuna Luso Brasileira           | 20.             | 65.           | 1. Runde      |
| Paraná              | Londrina EC                    | 10.             | 61.           | 1. Runde      |
| Paraná              | J. Malucelli Futebol           | keine Teilnahme | 15.           | 1. Runde      |
| Pernambuco          | Náutico Capibaribe             | keine Teilnahme | 32.           | 2. Runde      |
| Rio de Janeiro      | Americano FC (RJ)              | keine Teilnahme | 51.           | 1. Runde      |
| Rio Grande do Norte | ABC Natal                      | 14.             | 44.           | 1. Runde      |
| Rio Grande do Norte | América FC (RN)                | 21.             | 47.           | 1. Runde      |
| Rio Grande do Sul   | SER Caxias do Sul              | keine Teilnahme | 31.           | Endrunde 3.   |
| Santa Catarina      | Avaí FC                        | 8.              | 37.           | Endrunde 4.   |
| Santa Catarina      | Criciúma EC                    | 18.             | 39.           | 1. Runde      |
| Santa Catarina      | Figueirense FC                 | keine Teilnahme | 35.           | Vizemeister   |
| Santa Catarina      | Joinville EC                   | 15.             | 46.           | 1. Runde      |
| São Paulo           | CA Bragantino                  | 12.             | 56.           | 1. Runde      |
| São Paulo           | União São João EC              | 17.             | 52.           | 2. Runde      |
| São Paulo           | EC XV de Novembro (Piracicaba) | 9.              | 54.           | 1. Runde      |
| Sergipe             | CS Sergipe                     | keine Teilnahme | 89.           | 1. Runde      |

## 1. Runde
In der ersten Runde wurden die 28 Klubs in zwei Gruppen nach ihrer regionalen Herkunft eingeteilt. In den Gruppen traten die 14 Teilnehmer in Hin- und Rückspiel gegeneinander an. Die ersten vier Klubs jeder Gruppe zogen in die nächste Runde ein. Die letzten beiden Tabellenplätze bedeuteten den direkten Abstieg in die Série C. Die Plätze zwölf und 13 traten in Relegationsspielen um den Abstieg an.
Das Ranking ergab er sich aus:
- Anzahl der Punkte
- Anzahl der Siege
- Tordifferenz
- Erzielte Tore
- Direkter Vergleich

### Gruppe A
Die Mitglieder der Gruppe stammen aus der Region Nord-Nordosten.
| Pl. | Verein                  | Sp. | S  | U  | N  | Tore    | Diff. | Punkte |
| --- | ----------------------- | --- | -- | -- | -- | ------- | ----- | ------ |
| 1.  | Paysandu SC             | 26  | 12 | 11 | 3  | 044:260 | +18   | 47     |
| 2.  | Ceará SC                | 26  | 12 | 5  | 9  | 050:360 | +14   | 41     |
| 3.  | Náutico Capibaribe      | 21  | 10 | 6  | 5  | 035:220 | +13   | 36     |
| 4.  | Clube de Regatas Brasil | 26  | 12 | 5  | 9  | 035:360 | −1    | 41     |
| 5.  | Fortaleza EC            | 26  | 11 | 7  | 8  | 040:270 | +13   | 40     |
| 6.  | São Raimundo EC (AM)    | 26  | 11 | 5  | 10 | 036:370 | −1    | 38     |
| 7.  | América FC (RN)         | 26  | 9  | 11 | 6  | 032:300 | +2    | 38     |
| 8.  | AA Anapolina            | 26  | 10 | 4  | 12 | 045:470 | −2    | 34     |
| 9.  | Clube do Remo           | 26  | 9  | 5  | 12 | 033:390 | −6    | 32     |
| 10. | Sampaio Corrêa FC       | 26  | 9  | 5  | 12 | 032:400 | −8    | 32     |
| 11. | CS Sergipe              | 26  | 8  | 8  | 10 | 038:410 | −3    | 32     |
| 12. | Tuna Luso Brasileira    | 26  | 8  | 6  | 12 | 036:450 | −9    | 30     |
| 13. | ABC Natal               | 26  | 7  | 8  | 11 | 033:410 | −8    | 29     |
| 14. | Nacional FC (AM)        | 26  | 6  | 7  | 13 | 030:480 | −18   | 25     |

### Gruppe B
Die Mitglieder der Gruppe stammen aus der Region Süd-Südosten. Dem XV de Piracicaba wurden fünf Punkte abgezogen, weil dieser den Spieler Nei Bala im Spiel gegen União São João EC am 9. September irregulär einsetzte.
| Pl. | Verein                 | Sp. | S  | U | N  | Tore    | Diff. | Punkte |
| --- | ---------------------- | --- | -- | - | -- | ------- | ----- | ------ |
| 1.  | SER Caxias do Sul      | 26  | 13 | 7 | 6  | 044:350 | +9    | 46     |
| 2.  | Figueirense FC         | 26  | 13 | 3 | 10 | 050:380 | +12   | 42     |
| 3.  | Avaí FC                | 26  | 12 | 6 | 8  | 036:310 | +5    | 42     |
| 4.  | União São João EC      | 26  | 11 | 8 | 7  | 045:310 | +14   | 41     |
| 5.  | Joinville EC           | 26  | 11 | 8 | 7  | 039:260 | +13   | 41     |
| 6.  | Vila Nova FC           | 26  | 12 | 1 | 13 | 032:360 | −4    | 37     |
| 7.  | Americano FC (RJ)      | 26  | 11 | 4 | 11 | 032:360 | −4    | 37     |
| 8.  | Londrina EC            | 26  | 10 | 7 | 9  | 045:360 | +9    | 37     |
| 9.  | CA Bragantino          | 26  | 11 | 2 | 13 | 040:430 | −3    | 35     |
| 10. | XV de Piracicaba       | 26  | 12 | 2 | 12 | 039:450 | −6    | 38     |
| 11. | J. Malucelli Futebol   | 26  | 9  | 5 | 12 | 032:370 | −5    | 32     |
| 12. | Criciúma EC            | 26  | 8  | 6 | 12 | 035:400 | −5    | 30     |
| 13. | Desportiva Ferroviária | 26  | 8  | 5 | 13 | 026:480 | −22   | 29     |
| 14. | SD Serra FC            | 26  | 6  | 6 | 14 | 033:490 | −16   | 24     |

## 2. Runde
Es trafen die Gruppenersten auf die Vierten der Gegengruppe und die Zweiten auf die Dritten. Die erstgenannte Mannschaft in den Paarungen hatte zuerst Heimrecht. Bei Gleichstand nach Hin- und Rückspiel entschied die bessere Performance in der ersten Runde über das Weiterkommen.
| Datum        |                         | Gesamt |                   | Hinspiel | Rückspiel |
| ------------ | ----------------------- | ------ | ----------------- | -------- | --------- |
| 27.11./1.12. | União São João EC       | 0:0    | Paysandu SC       | 0:0      | 0:0       |
| 27.11./1.12. | Avaí FC                 | 5:2    | Ceará SC          | 2:0      | 3:2       |
| 27.11./1.12. | Náutico Capibaribe      | 3:3    | Figueirense FC    | 2:1      | 1:2       |
| 28.11./1.12. | Clube de Regatas Brasil | 3:3    | SER Caxias do Sul | 3:0      | 0:3       |

## Finale
Die Finalrunde wurde am letzten Gruppenspieltag, dem 22. Dezember 2001, entschieden. Der Paysandu SC sowie der Figueirense FC mussten ihre Gruppenspiele gewinnen um Meister zu werden. Beiden gelang dieses, Paysandu wurde Meister. In der Partie von Figueirense gegen Caxias stürmten die Fans der Heimmannschaft in der 90. Minute das Feld. Das Spiel wurde daraufhin beim Stand von 1:0 für Figueirense abgebrochen. Der CBF wertete das Spiel mit diesem Ergebnis.

### Finalgruppe
| Pl. | Verein            | Sp. | S | U | N | Tore    | Diff. | Punkte |
| --- | ----------------- | --- | - | - | - | ------- | ----- | ------ |
| 1.  | Paysandu SC       | 6   | 2 | 3 | 1 | 016:100 | +6    | 09     |
| 2.  | Figueirense FC    | 6   | 2 | 3 | 1 | 007:700 | ±0    | 09     |
| 3.  | SER Caxias do Sul | 6   | 1 | 3 | 2 | 006:700 | −1    | 06     |
| 4.  | Avaí FC           | 6   | 1 | 3 | 2 | 008:130 | −5    | 06     |

### Titelspiele

#### Figueirense vs. Caxias
| Figueirense FC                                                 | Figueirense FC | SER Caxias do Sul | SER Caxias do Sul |
| -------------------------------------------------------------- | --- | --- | ----------------- |
| Figueirense FC                                                 | \| 22. Dezember 2001 in Florianópolis (Estádio Orlando Scarpelli) \| \| Ergebnis: 1:0 (0:0) \| \| Zuschauer: 20.746 \| \| Schiedsrichter: Alfredo Loebeling \|               | \| 22. Dezember 2001 in Florianópolis (Estádio Orlando Scarpelli) \| \| Ergebnis: 1:0 (0:0) \| \| Zuschauer: 20.746 \| \| Schiedsrichter: Alfredo Loebeling \|                                 | SER Caxias do Sul |
| Figueirense FC                                                 | César – Simplício, Márcio Goiano, Pedro Paulo, Vanin – China (Fransergio ), Léo Mineiro, William, Fernandes – Gilson Batata (Abimael ), Genílson Cheftrainer: Vágner Benazzi | Sadi – Émerson, Jairo Santos, Felipe, Luís Paulo – Wanderlei, Cléber Gaúcho, Gil Baiano, Luciano Almeida (Fabiano ) – Delmer (Luís Carlos ), Fábio Araújo (Israel ) Cheftrainer: Paulo Comelli | SER Caxias do Sul |
| Figueirense FC                                                 | 1:0 Abimael (61.) | | SER Caxias do Sul |
| Figueirense FC                                                 | Simplício, Léo Mineiro, Genílson | Jairo Santos, Cléber Gaúcho, Gil Baiano | SER Caxias do Sul |
| 22. Dezember 2001 in Florianópolis (Estádio Orlando Scarpelli) | | |                   |
| Ergebnis: 1:0 (0:0)                                            | | |                   |
| Zuschauer: 20.746                                              | | |                   |
| Schiedsrichter: Alfredo Loebeling                              | | |                   |

#### Paysandu vs. Avaí
| Paysandu SC                                           | Paysandu SC | Avaí FC | Avaí FC |
| ----------------------------------------------------- | --- | --- | ------- |
| Paysandu SC                                           | \| 22. Dezember 2001 in Belém (Pará) (Estádio da Curuzú) \| \| Ergebnis: 4:0 (2:0) \| \| Schiedsrichter: Wágner Tardelli \|                                                            | \| 22. Dezember 2001 in Belém (Pará) (Estádio da Curuzú) \| \| Ergebnis: 4:0 (2:0) \| \| Schiedsrichter: Wágner Tardelli \|                                                                         | Avaí FC |
| Paysandu SC                                           | Marcão – Valentim, Gino, Sérgio, Lino (André Duarte ) – Sandro, Rogérinho Gameleira, Luiz Carlos (Lecheva ), Jóbson (Vânderson ) – Zé Augusto, Vandick Cheftrainer: Givanildo Oliveira | Flávio Kretzer – Paulo Sérgio, Marcos Teles (Alex Rossi ), Naílton, Luís Fernando (Aílton ) – Valdir (André ), Júnior, Marquinhos Rosa, Mazinho – Cairo Lima, Gauchinho Cheftrainer: Roberto Cavalo | Avaí FC |
| Paysandu SC                                           | 1:0 Gino (25.) 2:0 Vandick (35.) 3:0 Vandick (62.) 4:0 Zé Augusto (91.) | | Avaí FC |
| Paysandu SC                                           | Lino | Marcos Teles, Paulo Sérgio, Cairo Lima | Avaí FC |
| 22. Dezember 2001 in Belém (Pará) (Estádio da Curuzú) | | |         |
| Ergebnis: 4:0 (2:0)                                   | | |         |
| Schiedsrichter: Wágner Tardelli                       | | |         |

## Relegation
In der Relegation spielten der jeweilige Tabellendreizehnte gegen den Vierzehnten. Der Sieger verblieb in der Série B für die nächste Saison. Der Verlierer musste in die Série C absteigen.
| Datum         |                      | Gesamt |                      | Hinspiel | Rückspiel |
| ------------- | -------------------- | ------ | -------------------- | -------- | --------- |
| 27.12./30.12. | Tuna Luso Brasileira | 1:2    | J. Malucelli Futebol | 1:0      | 0:2       |
| 27.12./30.12. | Criciúma EC          | 3:1    | CS Sergipe           | 3:1      | 0:0       |

## Torschützenliste
| Pl. | Nat.        | Spieler      | Klub              | Tore |
| --- | ----------- | ------------ | ----------------- | ---- |
| 1   | Brasilianer | Sérgio Alves | Ceará SC          | 21   |
| 2   | Brasilianer | Vandick      | Paysandu SC       | 14   |
| 3   | Brasilianer | Delmer       | SER Caxias do Sul | 13   |

## Abschlusstabelle
Die Tabelle diente zur Feststellung der Platzierung der einzelnen Mannschaften in der Saison. Sie wurde zeitweise vom Verband auch zur Ermittlung einer ewigen Rangliste herangezogen. Sie setzt sich zusammen aus allen ausgetragenen Spielen. In der Sortierung hat das Erreichen der jeweiligen Finalphase Vorrang vor den erzielten Punkten.
| Pl. | Verein                  | Sp. | S  | U  | N  | Tore    | Diff. | Punkte |
| --- | ----------------------- | --- | -- | -- | -- | ------- | ----- | ------ |
| 1.  | Paysandu SC             | 34  | 14 | 16 | 4  | 060:360 | +24   | 58     |
| 2.  | Figueirense FC          | 34  | 16 | 6  | 12 | 061:490 | +12   | 54     |
| 3.  | SER Caxias do Sul       | 34  | 15 | 10 | 9  | 053:450 | +8    | 55     |
| 4.  | Avaí FC                 | 34  | 15 | 9  | 10 | 048:430 | +5    | 54     |
| 5.  | Náutico Capibaribe      | 28  | 13 | 5  | 10 | 047:380 | +9    | 44     |
| 6.  | Clube de Regatas Brasil | 28  | 13 | 5  | 10 | 038:390 | −1    | 44     |
| 7.  | União São João EC       | 28  | 11 | 9  | 8  | 045:310 | +14   | 42     |
| 8.  | Ceará SC                | 28  | 12 | 5  | 11 | 052:410 | +11   | 41     |
| 9.  | Joinville EC            | 26  | 11 | 8  | 7  | 039:260 | +13   | 41     |
| 10. | Fortaleza EC            | 26  | 11 | 7  | 8  | 040:270 | +13   | 40     |
| 11. | São Raimundo EC (AM)    | 26  | 11 | 5  | 10 | 036:370 | −1    | 38     |
| 12. | América FC (RN)         | 26  | 9  | 11 | 6  | 032:300 | +2    | 38     |
| 13. | Vila Nova FC            | 26  | 12 | 1  | 13 | 032:360 | −4    | 37     |
| 14. | Americano FC (RJ)       | 26  | 11 | 4  | 11 | 032:360 | −4    | 37     |
| 15. | Londrina EC             | 26  | 10 | 7  | 9  | 045:360 | +9    | 37     |
| 16. | CA Bragantino           | 26  | 11 | 2  | 13 | 040:430 | −3    | 35     |
| 17. | AA Anapolina            | 26  | 10 | 4  | 12 | 045:470 | −2    | 34     |
| 18. | XV de Piracicaba        | 26  | 12 | 2  | 12 | 039:450 | −6    | 38     |
| 19. | Clube do Remo           | 26  | 9  | 5  | 12 | 033:390 | −6    | 32     |
| 20. | Sampaio Corrêa FC       | 26  | 9  | 5  | 12 | 032:400 | −8    | 32     |
| 21. | J. Malucelli Futebol    | 26  | 9  | 5  | 12 | 032:370 | −5    | 32     |
| 22. | Criciúma EC             | 26  | 8  | 6  | 12 | 035:400 | −5    | 30     |
| 23. | Tuna Luso Brasileira    | 26  | 8  | 6  | 12 | 036:450 | −9    | 30     |
| 24. | CS Sergipe              | 26  | 8  | 8  | 10 | 038:410 | −3    | 32     |
| 25. | Desportiva Ferroviária  | 26  | 8  | 5  | 13 | 026:480 | −22   | 29     |
| 26. | ABC Natal               | 26  | 7  | 8  | 11 | 033:410 | −8    | 29     |
| 27. | Nacional FC (AM)        | 26  | 6  | 7  | 13 | 030:480 | −18   | 25     |
| 28. | SD Serra FC             | 26  | 6  | 6  | 14 | 033:490 | −16   | 24     |